# Dioscorea aesculifolia
Dioscorea aesculifolia är en enhjärtbladig växtart som beskrevs av Reinhard Gustav Paul Knuth. Dioscorea aesculifolia ingår i släktet Dioscorea och familjen Dioscoreaceae. Inga underarter finns listade i Catalogue of Life.